# Inger Ehrström
Inger Margareta Ehrström, född 9 augusti 1919 i Helsingfors, död 13 september 2010 i Ekerö församling, Stockholms län, var en finlandssvensk redaktör.
Ehrström, som var dotter till musikskriftställare Otto J.S. Ehrström och Alice (Lisa) Enckell, blev student 1937 och diplomekonom 1941. Hon var anställd vid Såg-Brand 1942–1944, utrikesredaktör vid Ekonomiska Informationsbyrån 1946–1960, redaktionssekreterare vid Industritidningen 1947–1960, tillförordnad andra redaktör vid tidskriften Mercator 1954, andra redaktör där 1960–1966 och huvudredaktör från 1966. 
Ehrström var ordförande i Studentskornas Gille 1943–1944, generalsekreterare i International Friendship League's Finlandssektion 1948–1951, ordförande i dess svenska Helsingforsavdelning 1949–1951, sekreterare i Kvinnliga Akademiker i Helsingfors 1952–1959, ordförande i Svenska Kvinnoförbundets Helsingforsavdelning 1958–1965, i Svenska Kvinnoförbundet 1962–1970, andra viceordförande i Kvinnoorganisationernas centralförbund 1965–1972 och ordförande i Svenska folkpartiets centralstyrelses vai- och informationsutskott från 1966. Hon var även medlem av Rundradions svenska programråd från 1961. Hon var bosatt i Sverige från 1974. Hon författade minnesskriften Svenska kvinnoförbundet 75 år (1982).